# ژولیت مانیل
ژولیت مانیل (فرانسوی: Juliette Mayniel‎؛ زادهٔ ۲۲ ژانویهٔ ۱۹۳۶) بازیگر اهل فرانسه است. وی در دهمین دوره جشنواره فیلم برلین برنده جایزه خرس نقره‌ای برای بهترین بازیگر زن شد.

## بخشی از فیلم‌شناسی
- پسرعموها (۱۹۵۹)
- چشمان بدون صورت (۱۹۶۰)
- اسب تروآ (۱۹۶۱)
- اوفلیا (۱۹۶۳)
- راز لباس سرخ (۱۹۶۵)
- پاگنده (۱۹۷۳)
- رسوایی در خانواده (۱۹۷۵)
- ضعف اخلاقی خانوادگی (۱۹۷۵)
- فقط سیاهی (۱۹۷۸)